# Paul Kilderry
Paul Kilderry (* 11. April 1973 in Perth) ist ein ehemaliger australischer Tennisspieler.

## Leben
Paul Kilderry konnte im Verlauf seiner Karriere kaum nennenswerte Erfolge vorweisen, weshalb er sich auf das Herrendoppel spezialisierte. Seinen ersten Doppeltitel feierte er 1996 in Rosmalen mit Pavel Vízner. Sie besiegten Anders Järryd und Mark Knowles mit 7:5 und 6:3. Im Jahr zuvor hatte er sein erstes ATP-Finale an der Seite von Nuno Marques in Newport verloren. Gegen das deutsche Duo Jörn Renzenbrink und Markus Zoecke unterlagen sie glatt mit 1:6 und 2:6. Auch 1996 erreichte Paul Kilderry das Finale in Newport, diesmal gemeinsam mit Michael Tebbutt. Das Endspiel endete mit 7:6, 4:6 und 4:6 zugunsten ihrer südafrikanischen Gegner Marius Barnard und Piet Norval. In der nachfolgenden Saison konnte er mit Nicolás Lapentti das Finale in Amsterdam auf Sand gegen Andrew Kratzmann und Libor Pimek mit 3:6, 7:5 und 7:6 gewinnen. Seinen letzten Titel gewann er 2000 mit Sandon Stolle in Los Angeles. Sie profitierten dabei von der kampflosen Aufgabe ihrer Finalgegner Jan-Michael Gambill und Scott Humphries. Nach den US Open 2001 beendete er seine Karriere. Die höchste Notierung in der Tennis-Weltrangliste erreichte Paul Kilderry 1995 mit Position 138 im Einzel sowie 1996 mit Position 67 im Doppel.
Im Einzel erreichte er bei den Grand-Slam-Turnieren 1993 in Wimbledon die zweite Runde. In der Doppelkonkurrenz konnte er 1994 jeweils in das Achtelfinale der Australian Open und der French Open einziehen. In der Mixed-Konkurrenz war das Erreichen des Viertelfinals der US Open im Jahr 1996 sein bestes Resultat.

## Erfolge
| Legende                       |
| ----------------------------- |
| Grand Slam                    |
| Tennis Masters Cup            |
| ATP Masters Series            |
| ATP International Series Gold |
| ATP International Series (3)  |
| ATP Challenger Series (9)     |

### Einzel

#### Turniersiege
| Nr. | Datum            | Turnier | Belag     | Finalgegner    | Ergebnis |
| --- | ---------------- | ------- | --------- | -------------- | -------- |
| 1.  | 6. Dezember 1999 | Perth   | Hartplatz | Dejan Petrović | 6:4, 6:4 |

### Doppel

#### Turniersiege

##### ATP Tour
| Nr. | Datum             | Turnier     | Belag     | Partner          | Finalgegner                         | Ergebnis      |
| --- | ----------------- | ----------- | --------- | ---------------- | ----------------------------------- | ------------- |
| 1.  | 10. Juni 1996     | Rosmalen    | Rasen     | Pavel Vízner     | Anders Järryd Mark Knowles          | 7:5, 6:3      |
| 2.  | 9. September 1997 | Amsterdam   | Sand      | Nicolás Lapentti | Andrew Kratzmann Libor Pimek        | 3:6, 7:5, 7:6 |
| 3.  | 31. Juli 2000     | Los Angeles | Hartplatz | Sandon Stolle    | Jan-Michael Gambill Scott Humphries | walk over     |

##### Challenger Tour
| Nr. | Datum             | Turnier    | Belag     | Partner         | Finalgegner                          | Ergebnis       |
| --- | ----------------- | ---------- | --------- | --------------- | ------------------------------------ | -------------- |
| 1.  | 29. November 1993 | Perth (1)  | Rasen     | Brent Larkham   | Ben Ellwood Mark Philippoussis       | 7:6, 6:3       |
| 2.  | 1. August 1994    | Cincinnati | Hartplatz | Grant Doyle     | Brian Gyetko Kevin Ullyett           | 6:3, 6:4       |
| 3.  | 8. Dezember 1997  | Perth (2)  | Hartplatz | James Holmes    | Lleyton Hewitt Luke Smith            | 6:1, 3:6, 7:6  |
| 4.  | 7. Dezember 1998  | Perth (3)  | Hartplatz | Lleyton Hewitt  | Dejan Petrović Grant Silcock         | 6:7, 6:3, 7:6  |
| 5.  | 11. Oktober 1999  | Dallas     | Hartplatz | Grant Silcock   | Mitch Sprengelmeyer Jason Weir-Smith | 4:6, 6:3, 6:1  |
| 6.  | 6. Dezember 1999  | Perth (4)  | Hartplatz | Grant Silcock   | Paul Baccanello Josh Tuckfield       | 6:4, 7:65      |
| 7.  | 8. Mai 2000       | Birmingham | Sand      | Peter Tramacchi | Lee Pearson Grant Silcock            | 6:4, 6:4       |
| 8.  | 15. Mai 2000      | Armonk     | Sand      | Peter Tramacchi | Bob Bryan Mike Bryan                 | 2:6, 7:65, 6:4 |

#### Finalteilnahmen
| Nr. | Datum         | Turnier     | Belag | Partner         | Finalgegner                    | Ergebnis      |
| --- | ------------- | ----------- | ----- | --------------- | ------------------------------ | ------------- |
| 1.  | 10. Juli 1995 | Newport (1) | Rasen | Nuno Marques    | Jörn Renzenbrink Markus Zoecke | 1:6, 2:6      |
| 2.  | 8. Juli 1996  | Newport (2) | Rasen | Michael Tebbutt | Marius Barnard Piet Norval     | 7:6, 4:6, 4:6 |